# Trifolium somalense
Trifolium somalense är en ärtväxtart som beskrevs av Paul Hermann Wilhelm Taubert. Trifolium somalense ingår i släktet klövrar, och familjen ärtväxter. Inga underarter finns listade i Catalogue of Life.